# Grete Hækkerup
Karen Margrete Hækkerup f. Hurup (4. april 1914 i Aalborg – 5. november 1995 i Herritslev) var medlem af Folketinget 1964-66 og 1970-81 for Socialdemokratiet, først valgt i Sakskøbingkredsen og fra 1971 i Maribokredsen.
Student fra Horsens Statsskole 1934. Studerede statsvidenskab.
Rejsesekretær for Socialdemokratiet 1958-62 og kvindesekretær i partiet 1962-63.
Thorsten Borring Olesen mente at Hækkerup "indtog en fremtrædende plads i partiets ligestillingsarbejde", hvilket dog ikke var Ritt Bjerregaards oplevelse.
Medlem af Lillerød Sogneråd 1954-63.
I 1971 blev Grete Hækkerup valgt til Folketingets første næstformand, og det var tæt på, at hun også blev Folketingets første kvindelige formand i 1978, men Socialdemokratiet valgte i stedet K.B. Andersen.
Gift 5. april 1939 med Per Hækkerup, med hvem hun fik tre sønner, hvoraf de to, Klaus Hækkerup og Hans Hækkerup, blev politisk aktive.